# Evolucas (Lamentin)
El Evolucas es un equipo de fútbol de Guadalupe que juega en la Promoción de Honor Regional de Guadalupe, la segunda división de fútbol en el país.

## Historia
Fue fundado en el año 1958 en la ciudad de Petit-Bourg, fue hasta inicios del siglo XXI que obtuvo logros importantes, como el de ganar la ronda clasificatoria de Guadalupe de la Copa de Francia en el año 2004, y posteriormente ganar el título de la División de Honor de Guadalupe en la temporada 2007/08 con apenas dos puntos de diferencia sobre el segundo lugar.
Jugó por última ocasión en la División de Honor de Guadalupe en la temporada 2012/13 tras descender de categoría.

## Palmarés
- División de Honor de Guadalupe: 1

2007/08
- Copa de Francia: 1

2004

## El Equipo dentro del Fútbol de Francia
| Temporada | Torneo                     | Ronda | Club              | Resultado |
| --------- | -------------------------- | ----- | ----------------- | --------- |
| 2004      | Copa de Francia            | 1     | US Dunkerque      | 0-4       |
| 2004      | Copa de la Liga de Francia | 1     | AS Viry-Chatillon | 2-3       |
| 2008      | Copa de Francia            | 1     | US Armentieres    | 0-2       |
| 2011      | Copa de Francia            | 1     | US Avranches      | 0-5       |